# Agama africana
Espèce
Statut de conservation UICN

 LC  : Préoccupation mineure
Agama africana est une espèce de sauriens de la famille des Agamidae.

## Répartition
Ce lézard se rencontre en Côte d'Ivoire, au Ghana, en Guinée-Bissau, en Guinée, au Liberia, au Mali et en Sierra Leone.

## Description
Dans sa publication de 1844, Hallowell indique que l'holotype présente un corps de 57 mm de longueur et une queue de 108 mm, soit une longueur totale de 165 mm.

## Systématique
Le nom valide complet (avec auteur) de ce taxon est Agama africana (Hallowell, 1844).
L'espèce a été initialement classée dans le genre Tropidolepis sous le protonyme Tropidolepis africanus Hallowell, 1844,.
Agama africana a pour synonymes :
- Agama agama africana (Hallowell, 1844)
- Agama savattieri Rochebrune, 1884
- Agama sylvanus Macdonald, 1981
- Oreodeira gracilipes Girard, 1857
- Tropidolepis africanus Hallowell, 1844

### Publication originale
- (en) Edward Hallowell, « Description of new species of African reptiles », Proceedings of the Academy of Natural Sciences of Philadelphia, États-Unis, vol. 2,‎ 1844, p. 169-172 (ISSN 0097-3157, e-ISSN 1938-5293, lire en ligne, consulté le 27 novembre 2024).